# Kritacris arboricola
Kritacris arboricola är en insektsart som beskrevs av Marius Descamps 1976. Kritacris arboricola ingår i släktet Kritacris och familjen gräshoppor. Inga underarter finns listade i Catalogue of Life.